# American Professional Soccer League 1994
La APSL 1994 è stata la quinta edizione dell'omonimo campionato. La lega in questa stagione si guadagnò la ratifica, da parte della federazione, di campionato di seconda divisione, ma si trattò de facto del primo livello della piramide calcistica statunitense di quell'anno, visto che la Major League Soccer, che aveva ricevuto la ratifica di prima divisione, avrebbe iniziato la propria attività solo nella stagione 1996.
Come nella scorsa stagione parteciparono sette squadre: lo scioglimento dei Tampa Bay Rowdies venne compensato dalla rinascita dei Seattle Sounders, così come a Toronto si ebbe un avvicendamento fra i Blizzard e i Rockets, spostatisi in centro città dal sobborgo di North York dove avevano giocato come North York Rockets negli anni della Canadian Soccer League.

## Formula
Se una partita terminava in pareggio si disputavano i tempi supplementari, se la parità persisteva venivano calciati gli shoot-out. Erano assegnati 6 punti per la vittoria ai regolamentari o ai supplementari, 4 punti per la vittoria agli shootout, 2 punti per la sconfitta agli shootout e zero punti per la sconfitta, in più veniva assegnato un ulteriore punto bonus per ogni gol segnato, fino ad un massimo di tre per incontro, secondo il sistema a lungo usato dalla NASL. Le prime quattro classificate partecipavano ai play-off per il titolo.
Le semifinali dei play-off si disputarono con partite di andata e ritorno, ma la qualificazione al turno successivo non si basava sul punteggio aggregato bensì sui punti conquistati nei due incontri. In caso di parità nei punti si disputava un'ulteriore mini-gara di 30 minuti, subito dopo la partita di ritorno. Anche ai play-off se l'incontro terminava in pareggio si calciavano gli shoot-out per determinare il vincitore. La finale venne disputata invece con la formula della partita secca.

## Squadre partecipanti
| Club                    | Città           | Stato/Provincia     | Stadio                            | Stagione precedente                   |
| ----------------------- | --------------- | ------------------- | --------------------------------- | ------------------------------------- |
| Colorado Foxes          | Denver          | Colorado            | Mile High Stadium                 | Campione dopo play-off                |
| Ft. Lauderdale Strikers | Fort Lauderdale | Florida             | Lockhart Stadium                  | 6º classificato                       |
| Los Angeles Salsa       | Los Angeles     | California          | Titan Stadium (Fullerton)         | 4º classificato                       |
| Montréal Impact         | Montréal        | Québec              | Complexe sportif Claude-Robillard | 7º classificato                       |
| Seattle Sounders        | Seattle         | Washington          | Memorial Stadium                  | Esordiente                            |
| Toronto Rockets         | Toronto         | Ontario             | Centennial Park Stadium           | Nella Canadian National Soccer League |
| Vancouver 86ers         | Vancouver       | Columbia Britannica | Swangard Stadium (Burnaby)        | 1º classificato                       |

## Classifica regular season
|  | Pos. | Squadra                 | Pt  | G  | V  | VE | VS | PS | PE | P  | GF | GS | DR  |
|  | ---- | ----------------------- | --- | -- | -- | -- | -- | -- | -- | -- | -- | -- | --- |
|  | 1.   | Seattle Sounders        | 121 | 20 | 14 | 0  | 0  | 1  | 1  | 4  | 38 | 16 | +22 |
|  | 2.   | Los Angeles Salsa       | 106 | 20 | 10 | 1  | 1  | 2  | 1  | 5  | 36 | 22 | +14 |
|  | 3.   | Montréal Impact         | 93  | 20 | 10 | 0  | 2  | 1  | 0  | 7  | 27 | 18 | +9  |
|  | 4.   | Colorado Foxes          | 92  | 20 | 9  | 1  | 2  | 0  | 0  | 8  | 26 | 26 | 0   |
|  | 5.   | Ft. Lauderdale Strikers | 72  | 20 | 5  | 1  | 2  | 3  | 0  | 9  | 23 | 33 | -10 |
|  | 6.   | Vancouver 86ers         | 65  | 20 | 6  | 0  | 1  | 1  | 1  | 11 | 25 | 41 | -16 |
|  | 7.   | Toronto Rockets         | 44  | 20 | 5  | 0  | 0  | 0  | 0  | 15 | 14 | 33 | -19 |

## Play-off

### Tabellone
|  | Semifinali | Semifinali        | Semifinali | Semifinali | Semifinali |  |  | Finale          | Finale          | Finale |  |
|  |            |                   |            |            |            |  |  |                 |                 |        |  |
|  | 2          | Los Angeles Salsa | 1          | 3          | 6 (1)      |  |  |                 |                 |        |  |
|  | 3          | Montréal Impact   | 2          | 0          | 6 (2)      |  |  | Montréal Impact | Montréal Impact | 1      |  |
|  | 1          | Seattle Sounders  | 0          | 4          | 6 (1)      |  |  | Colorado Foxes  | Colorado Foxes  | 0      |  |
|  | 4          | Colorado Foxes    | 2          | 1          | 6 (2)      |  |  |                 |                 |        |  |